# Phil Haynes
Phillip Allan „Phil“ Haynes (* 15. Juni 1961 in Hillsboro, Oregon) ist ein US-amerikanischer Schlagzeuger, Komponist und Bandleader.

## Leben und Wirken
Bereits während seiner Studienzeit am Coe College begann er 1980 seine jahrzehntelange Zusammenarbeit mit dem Trompeter Paul Smoker sowie dem Bassisten Ron Rohovit, zunächst in einer Besetzung mit dem Namen SRH (als Abkürzung für die Namen Smoker, Rohovit, Haynes), später bekannt als das Paul Smoker Trio. Das Debütalbum der Band (QB, mit dem Gaststar Anthony Braxton) wurde im Coda Magazine als das Jazzalbum des Jahres 1985 ausgezeichnet.
1983 zog Phil Haynes nach New York, wo er sich schnell einen Namen als gefragter Schlagzeuger, insbesondere aber als innovativer Komponist und Bandleader machte. Seiner Initiative entstammen sowohl so vergleichsweise konventionell aufgestellte Formationen wie Continuum (ein Quartett mit dem Violinisten Mark Feldman, dem Pianisten David Kikoski und dem Bassisten Drew Gress) oder Joint Venture (mit Paul Smoker, Drew Gress und dem Saxophonisten Ellery Eskelin), aber auch so ungewöhnliche Bands wie 4 Horns or What? und 4 Horn Lore, eine Innovation mit vier Bläsern und Schlagzeug. 1990 spielte er in der Band von Tom Varner mit Ned Rothenberg und Lindsey Horner; in den 1990er-Jahren arbeitete Haynes im Trio von Gebhard Ullmann und Andreas Willers sowie mit Herb Robertson (Certified, Brooklyn-Berlin, Ritual), mit Tom Varner und mit Vinny Golia.
Phil Haynes war und ist einer der Kristallisationspunkte der Jazzszene von New York. Sein Corner Store Syndicate ist ein Sammelbecken für Bandleader und Improvisateure, woraus er die zehnköpfige Band CCSSBB (Collective Corner Store Syndicate Big Band) gründete. Sein Name ist auch eng mit der Knitting Factory verbunden, wo er von 1989 bis 1992 für das Annual Festival of New Jazz verantwortlich zeichnete.
Seine Vorliebe für ungewöhnliche Besetzungen und ungewöhnliche Musikauswahl zeigt sich nicht zuletzt in zwei Projekten: Für Phil Haynes & The Hammond Insurgency stellte er ein Trio mit seinem alten Wegbegleiter Paul Smoker an der Trompete und Jeff Palmer an der Hammond B-3 auf, und für das Album Free Country in dem er amerikanische Musik aus der Zeit vor 1900 verarbeitete, brachte er den Gitarristen Jim Yanda, den Cellisten Hank Roberts und den Bassisten Drew Gress zusammen. 2025 legte Haynes mit Ben Monder das Duoalbum Transition(s) vor.